# مظروف مصور مختوم
المغلف المختوم المصور أو مظروف مصور مختوم، هو ظرف مختوم مع عمل فني إضافي على وجه الظرف البريدي.

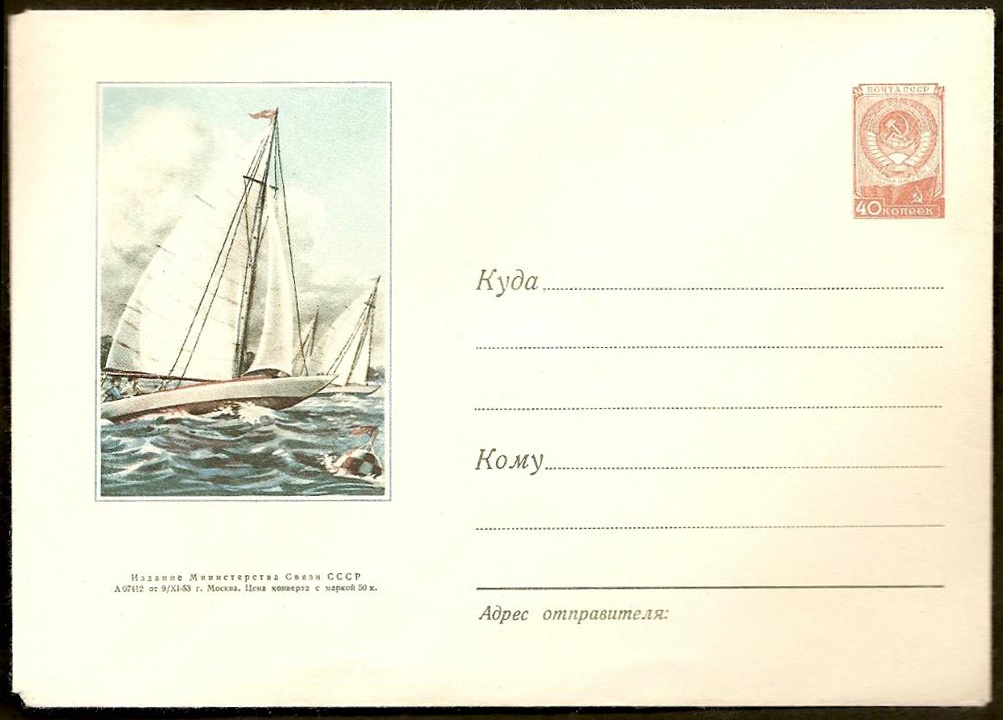
USSR HMK 1953

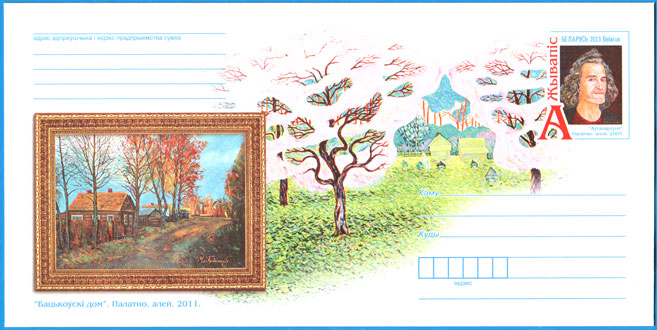
Eos-by0110

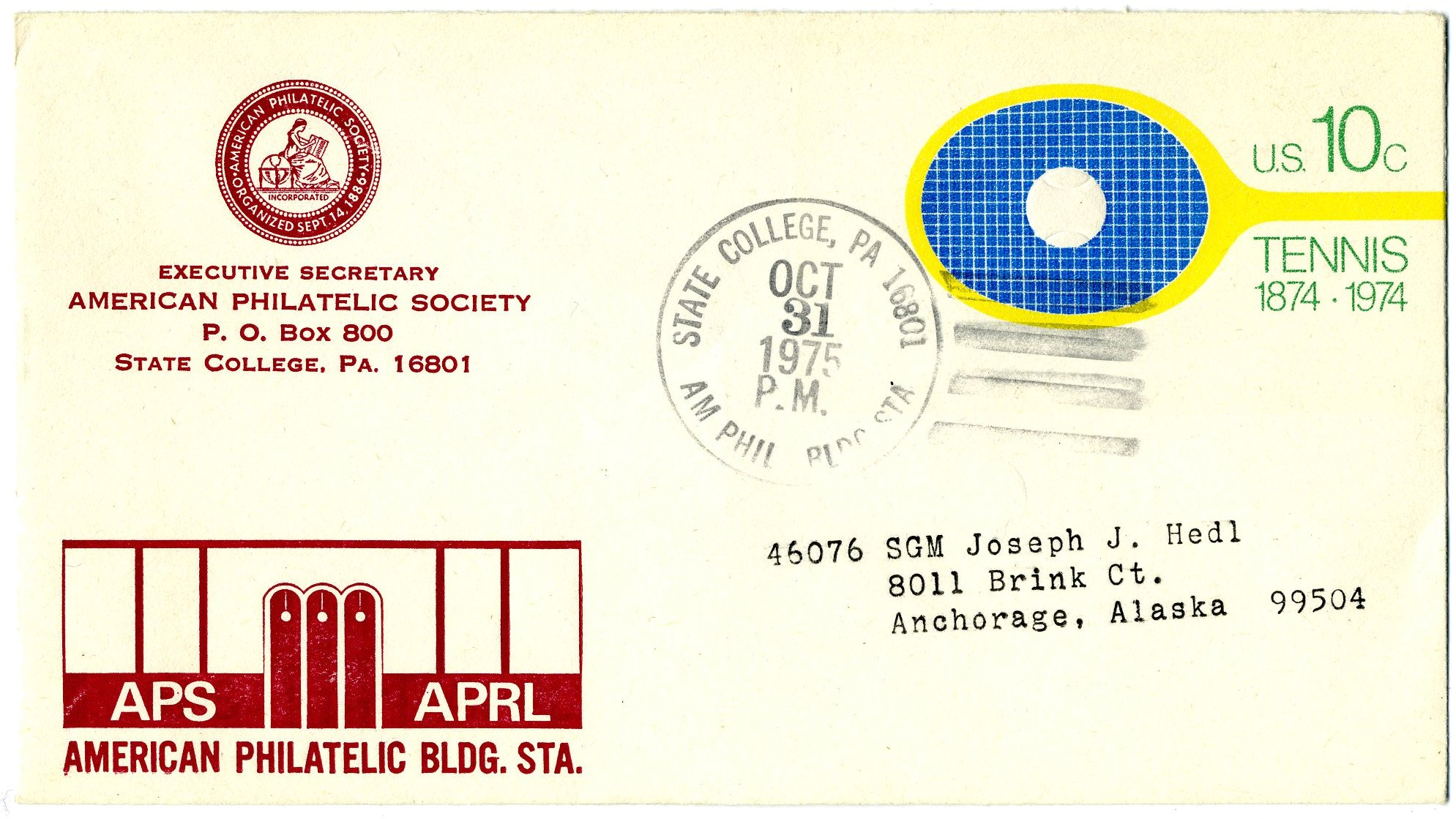
1974-US-StampedEnvelope-Tennis

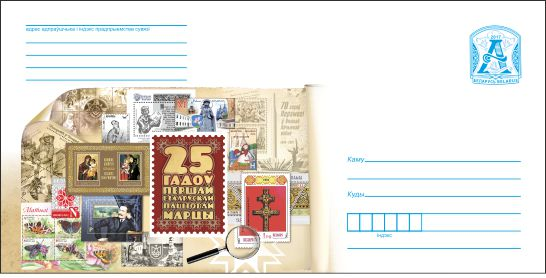
25 hadoŭ pieršaj bielaruskaj paštovaj marcy

## التاريخ

### الاتحاد السوفيتي
صدر أول مظروف مصور مختوم لوزارة الاتصالات في الاتحاد السوفييتي في 9 نوفمبر 1953. وعلى عكس المظاريف المختومة القياسية الصادرة في الاتحاد السوفييتي منذ عام 1927، لم يكن لدى المغلف المختوم المصور شعار دولة، وبدأ استخدام جزء من جانبها الأيسر للرسم. كانت أول طابع بريد سوفيتي يحمل صورة يخوت، كما استخدم طابع الأربعين كوبيك من الإصدار القياسي الثامن للاتحاد السوفييتي (TsFA [AO Marka] رقم 1383) كعلامة دفع بريدية (ZPO).
تحتوي الغالبية العظمى من أغلفة الأنواع قبل عام 1960 على صورة ملونة كتوضيح. وفي السنوات التالية، أفسحت الصور الفوتوغرافية المجال بالكامل تقريبًا لرسومات الفنانين. استخدمت بطاقات البريد المسجلة في الاتحاد السوفييتي للبريد المحلي العادي والجوي والمسجل، وكذلك للمراسلات الدولية. كانت تصدر في كل عام ما بين 600 إلى 800 نسخة من المغلف المختوم المصور. بحلول عام 1974، نشر أكثر من 9000 نسخة من المغلف المختوم المصور.
أصدرت آخر نسخة المغلف المختوم المصور، التي نُشرت نيابة عن وزارة الاتصالات في الاتحاد السوفييتي، في 3 أبريل 1992 وقد خصصت للاحتفال بالذكرى السنوية الخمسين بعد الثمانمائة لمدينة روغاشيف في منطقة غوميل. استخدم طابع بريد بقيمة اسمية 7 كوبيك من الإصدار القياسي الثالث عشر للاتحاد السوفييتي (CFA [AO Marka] رقم 6299) كطابع بريدي ZPO.
منذ عام 1972، طبعت جميع إصدارات المغلف المختوم المصور في مصنع بيرم جوزناك.

### روسيا
وفي روسيا، استمرت وزارة الاتصالات الروسية ومركز ماركا للنشر في إنتاج الأظرف ذات الطوابع الفنية. أصدر الظرف الأول، نيابة عن وزارة الاتصالات الروسية ومركز ماركا للمعلومات والتكنولوجيا، في عام 1992 (نشر البيانات على ظهر الظرف: 1992. 10.26.90). وهو مخصص لبطل الاتحاد السوفييتي، الملازم أ. ي. إرماكوف؛ كانت الطوابع المستخدمة كطابع بريدي قياسي من فئة 30 كوبيك من الإصدار القياسي الأول لروسيا (TsFA [AO Marka] رقم 7). بحلول عام 2007، أصدر أكثر من 20 ألف نوع من المغلفات المختومة المصورة بواسطة البريد في الاتحاد السوفييتي والاتحاد الروسي.

نماذج مظاريف مصورة مختومة
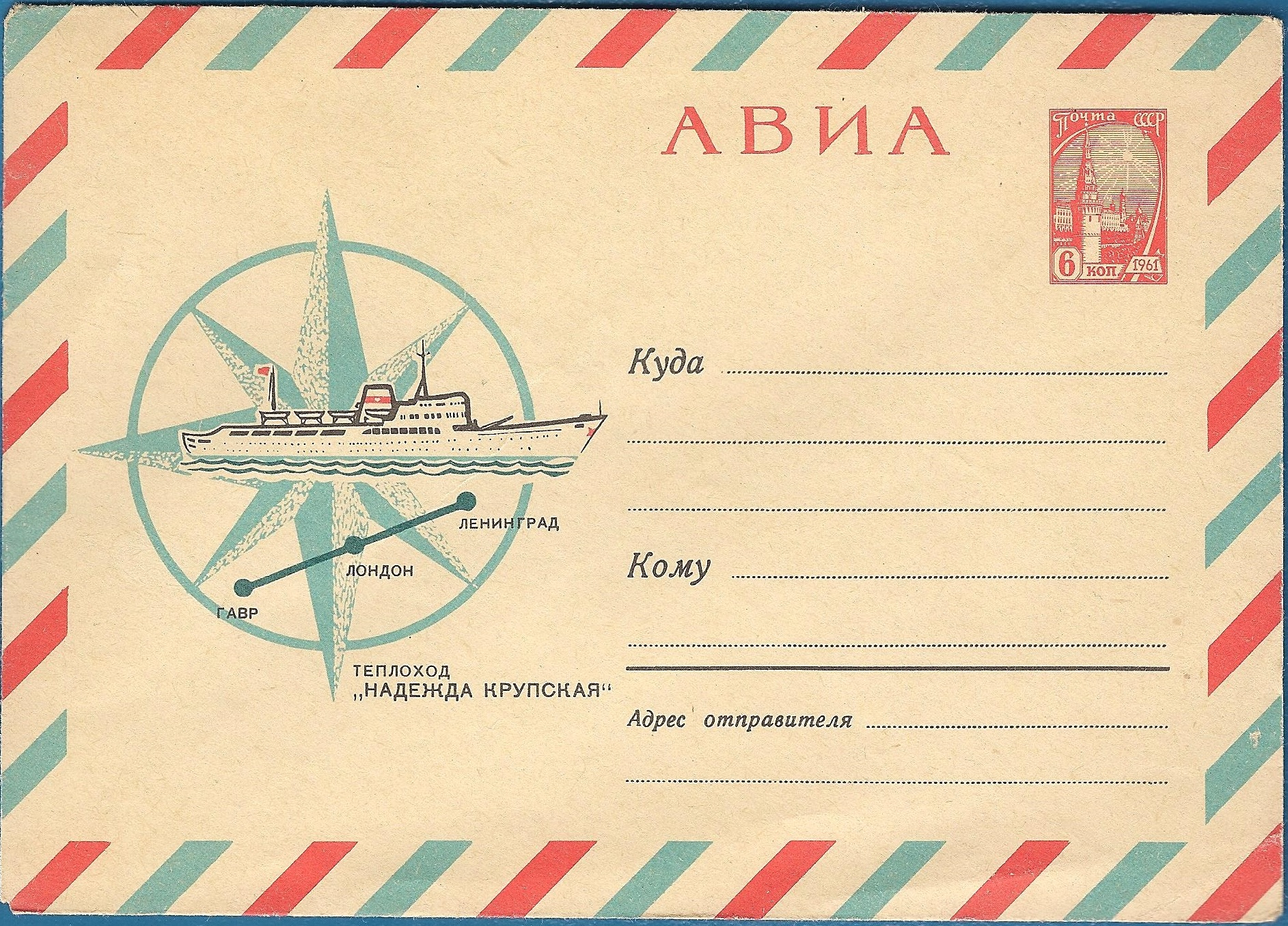
مظروف مصور مختوم للبريد الجوي "السفينة الآلية "ناديجدا كروبسكايا"". 1966 الفنان: أناتولي فيكتوروفيتش بوريسوف
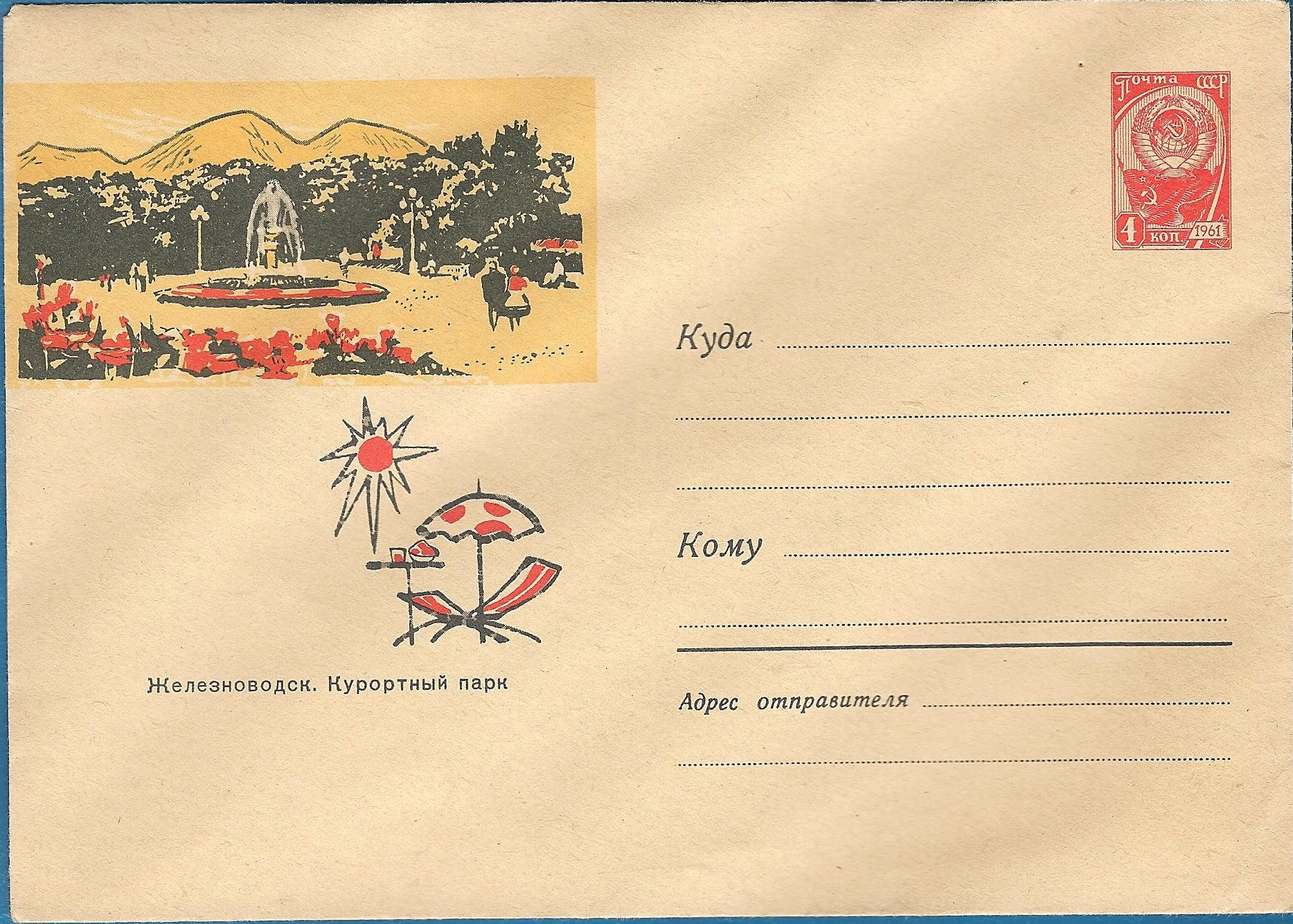
مظروف مصور مختوم "منتجع جليزنافودسك". 7/V 1964 الفنان: أناتولي فيكتوروفيتش بوريسوف
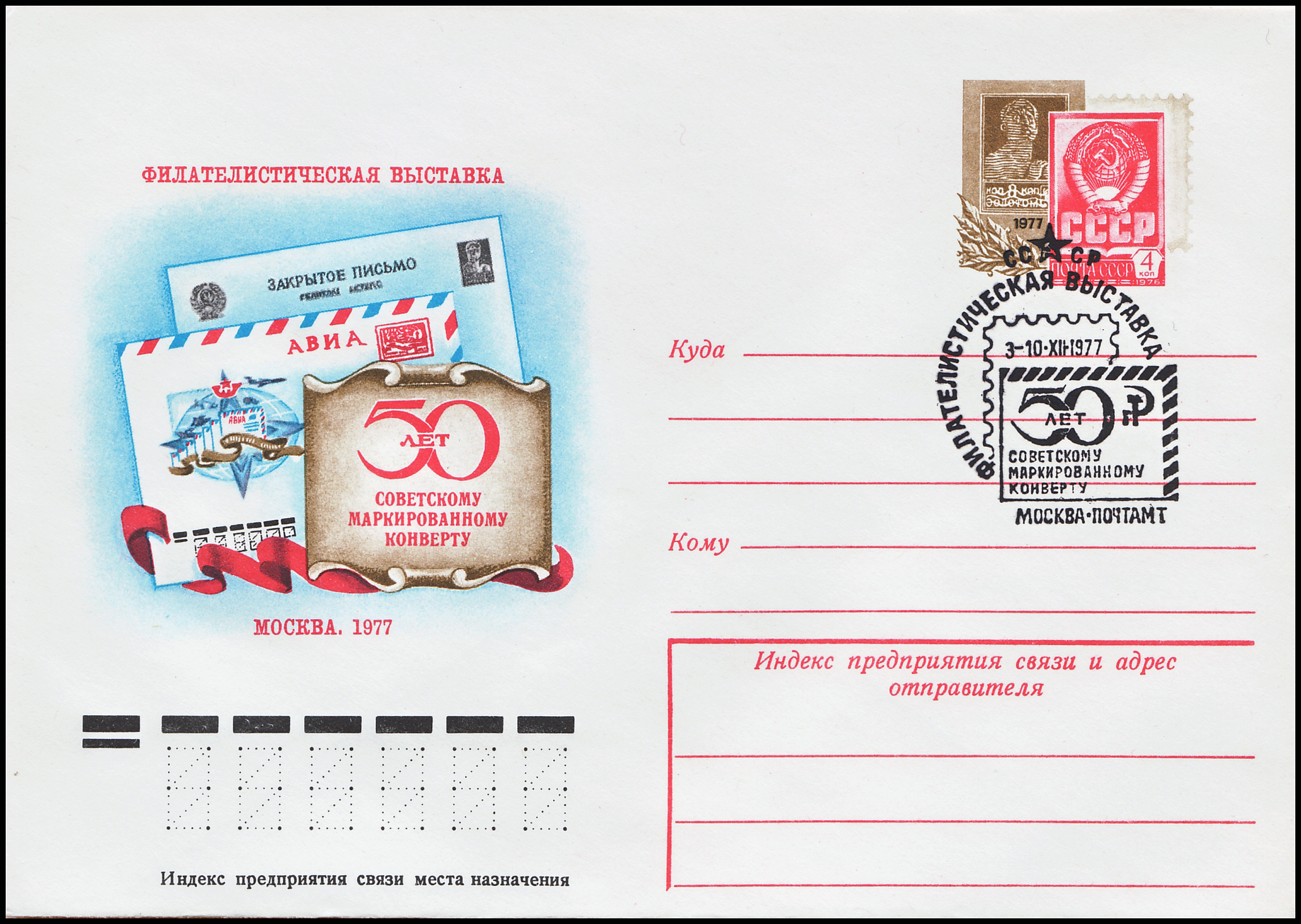
مظروف مصور مختوم يحمل طابعًا أصليًا وإلغاءً خاصًا تكريمًا للمعرض البريدي "50 عامًا من المظروف المختوم السوفيتي"، 1977 (صحيفة ماركا ش.م.ع. رقم 37)
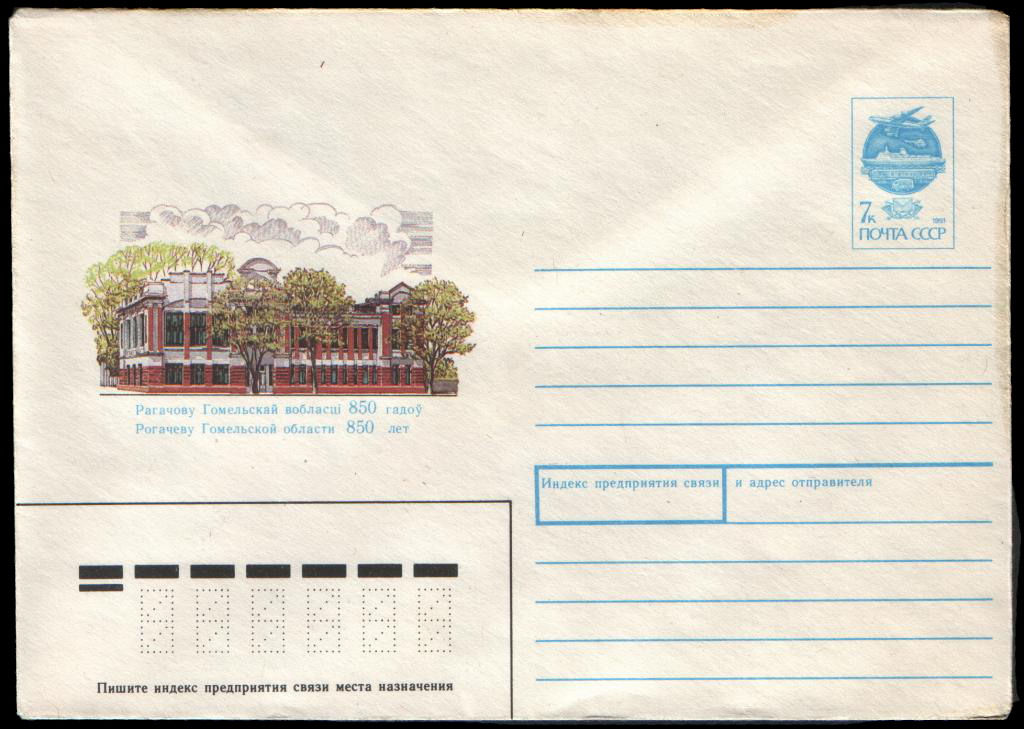
آخر مظروف مصور مختوم للاتحاد السوفييتي (1992)
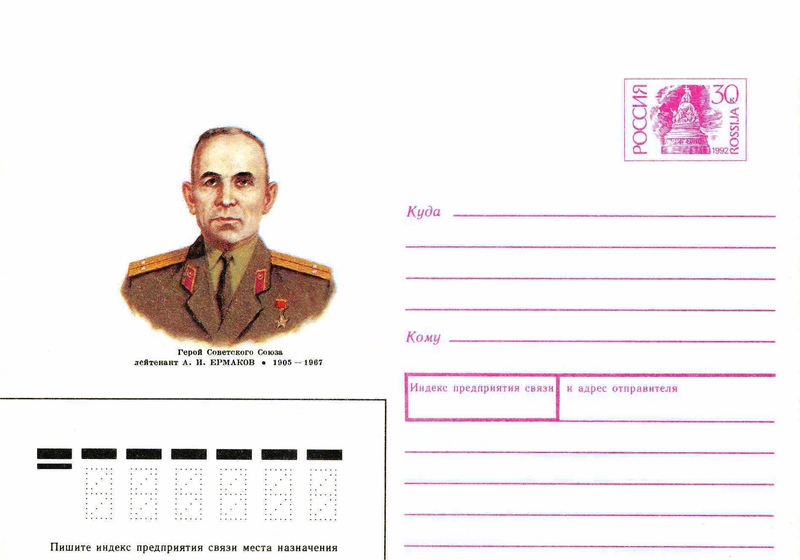
أول مظروف مصور مختوم في روسيا (1992)